# Marius Erk
Marius Erk (* 23. August 1996 in Bad Soden am Taunus) ist ein deutscher Eishockeyspieler, der seit Juli 2022 erneut beim EC Bad Nauheim aus der DEL2 unter Vertrag steht und dort auf der Position des Verteidigers spielt. Zuvor war Erk unter anderen für die Löwen Frankfurt aktiv, mit denen er im Jahr 2022 die Meisterschaft der DEL2 errang.

## Karriere
Mit fünf Jahren erhielt Erk seine erste Eishockey-Ausrüstung und durchlief alle Frankfurter Nachwuchsteams bis hin zur Jugend-Bundesliga. Um seine schulische Ausbildung und den Sport besser koordinieren zu können, wechselte er im Jahr 2013 in die Nachwuchsabteilung der Kölner Haie, bei denen er zwei Jahre lang in der Deutschen Nachwuchsliga (DNL) spielte. Seine ersten Einsätze bei den Profis erhielt der Verteidiger beim Oberligisten Füchse Duisburg unter Trainer Franz-David Fritzmeier. In der Saison 2015/16 war er für den EHC Neuwied in der Oberliga aktiv. Zur Spielzeit 2016/17 wechselte er in die DEL2 zum EC Bad Nauheim, mit dessen Manager Matthias Baldys Erk in Duisburg gespielt hatte.
Ab 2018 stand Erk wieder bei den Löwen Frankfurt unter Vertrag und entwickelte sich bis 2021 vom Ersatzmann zum Stammspieler mit sehr guten Plus/Minus-Werten. Im Frühjahr 2022 gewann er mit den Löwen den Meistertitel der DEL2 und erreichte damit den sportlichen Aufstieg in die Deutsche Eishockey Liga (DEL). Anschließend erhielt er jedoch keinen neuen Vertrag bei den Löwen und wechselte erneut zum EC Bad Nauheim.

## Erfolge und Auszeichnungen
- 2022 DEL2-Meister und Aufstieg in die DEL mit den Löwen Frankfurt

## Karrierestatistik
Stand: Ende der Saison 2024/25
(Legende zur Spielerstatistik: Sp oder GP = absolvierte Spiele; T oder G = erzielte Tore; V oder A = erzielte Assists; Pkt oder Pts = erzielte Scorerpunkte; SM oder PIM = erhaltene Strafminuten; +/− = Plus/Minus-Bilanz; PP = erzielte Überzahltore; SH = erzielte Unterzahltore; GW = erzielte Siegtore; 1 Play-downs/Relegation; Kursiv: Statistik nicht vollständig)